# Religia w Chinach
| Religia            | Pew Research Center, 2010 | Operation World, 2010 | WCD, 2010 |
| ------------------ | ------------------------- | --------------------- | --------- |
| Ateizm państwowy   | 52,2%                     | 44,4%                 | 39,9%     |
| Religie tradycyjne | 21,9%                     | 33%                   | 35,2%     |
| Buddyści           | 18,2%                     | 12,5%                 | 15,4%     |
| Chrześcijanie      | 5,1%                      | 7,9%                  | 7,9%      |
| Protestantyzm      | 4,3%                      | 6,4%                  | –         |
| Katolicyzm         | 0,7%                      | 1,6%                  | –         |
| Muzułmanie         | 1,8%                      | 1,9%                  | 1,6%      |
| Inne religie       | 0,7%                      | 0,3%                  | –         |

     Religie chińskie
     Buddyzm
     Islam

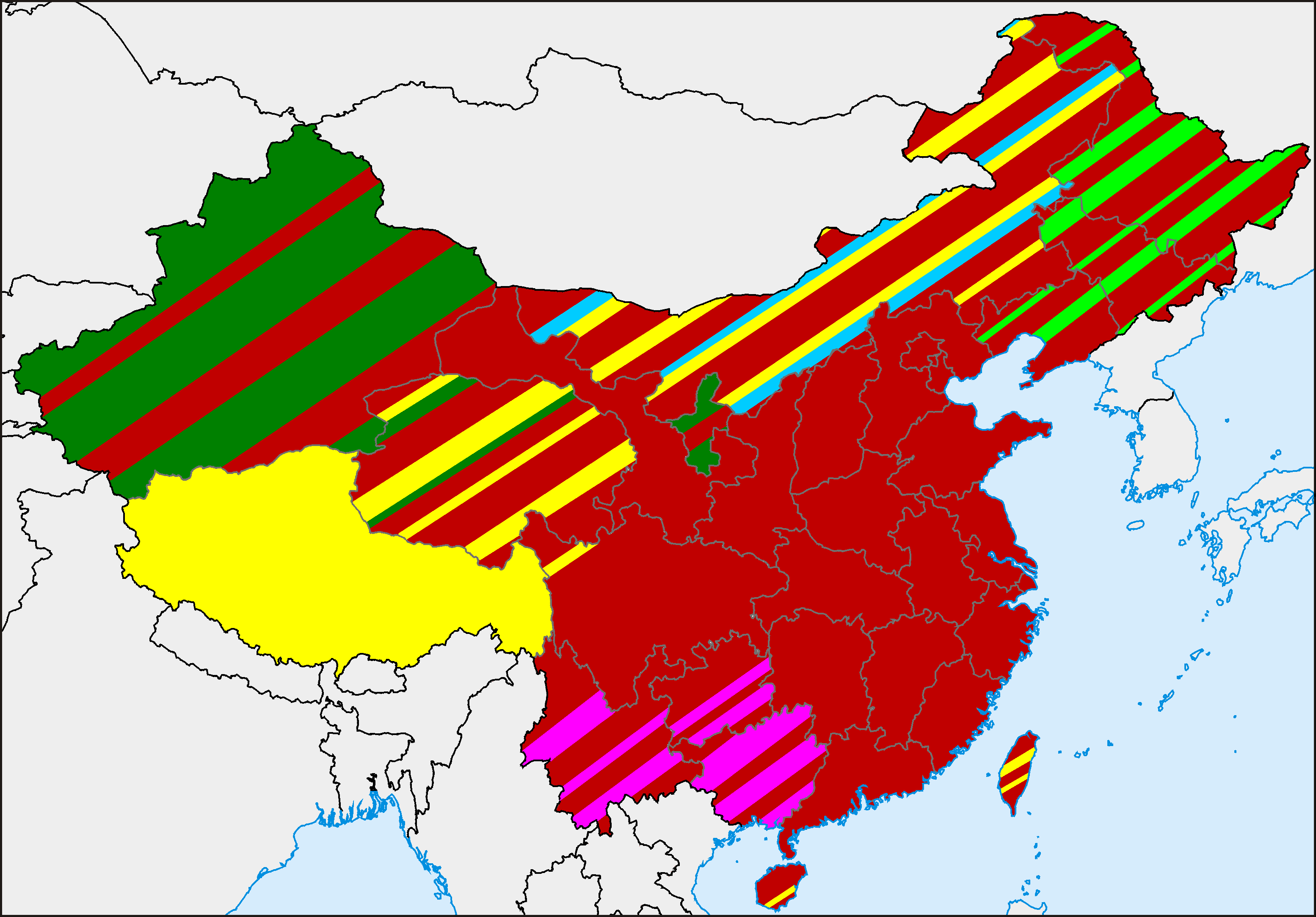
Geograficzne rozłożenie religii w Chinach
Religie chińskie
Buddyzm
Islam

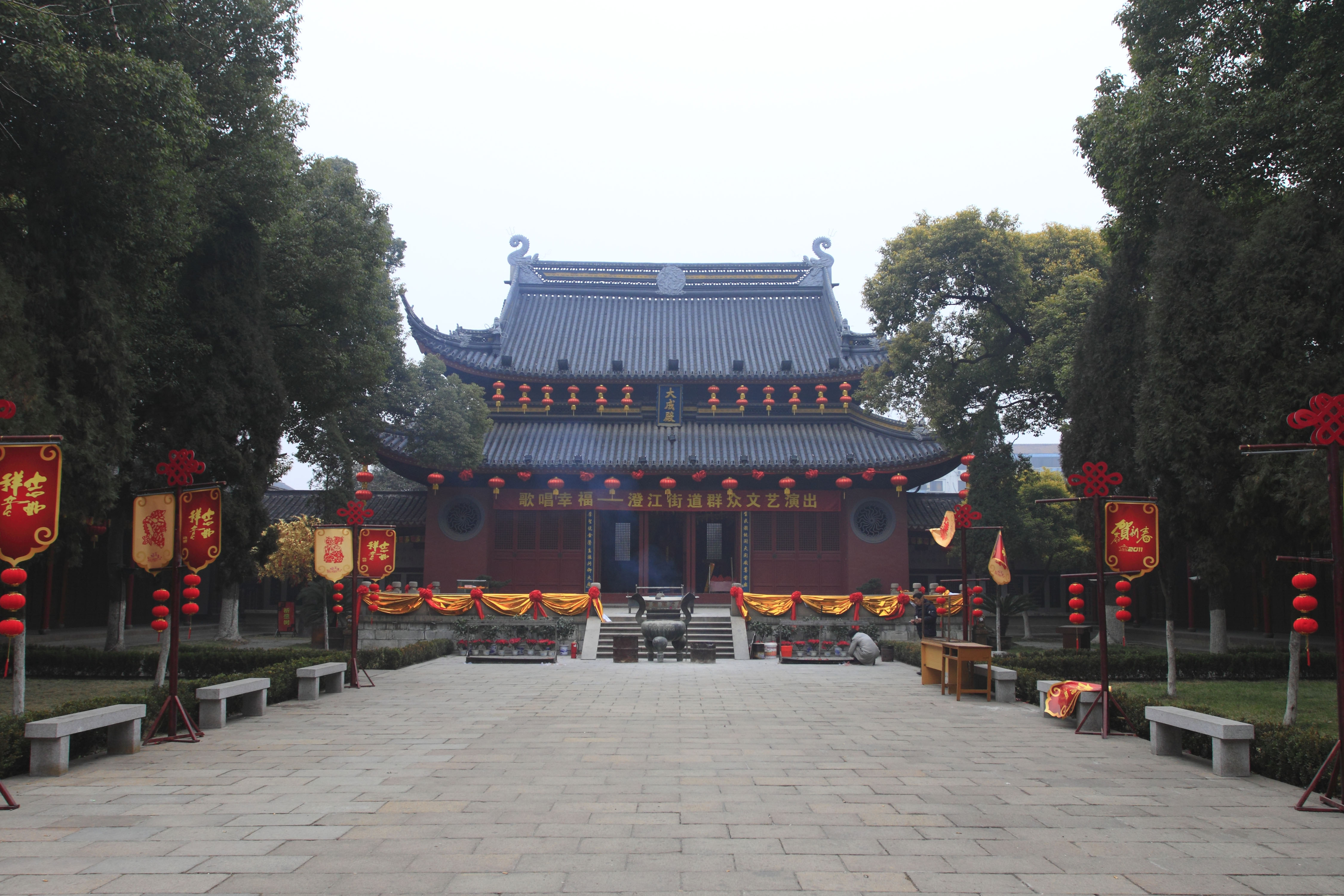
Świątynia konfucjańska w Jiangyin, Wuxi.

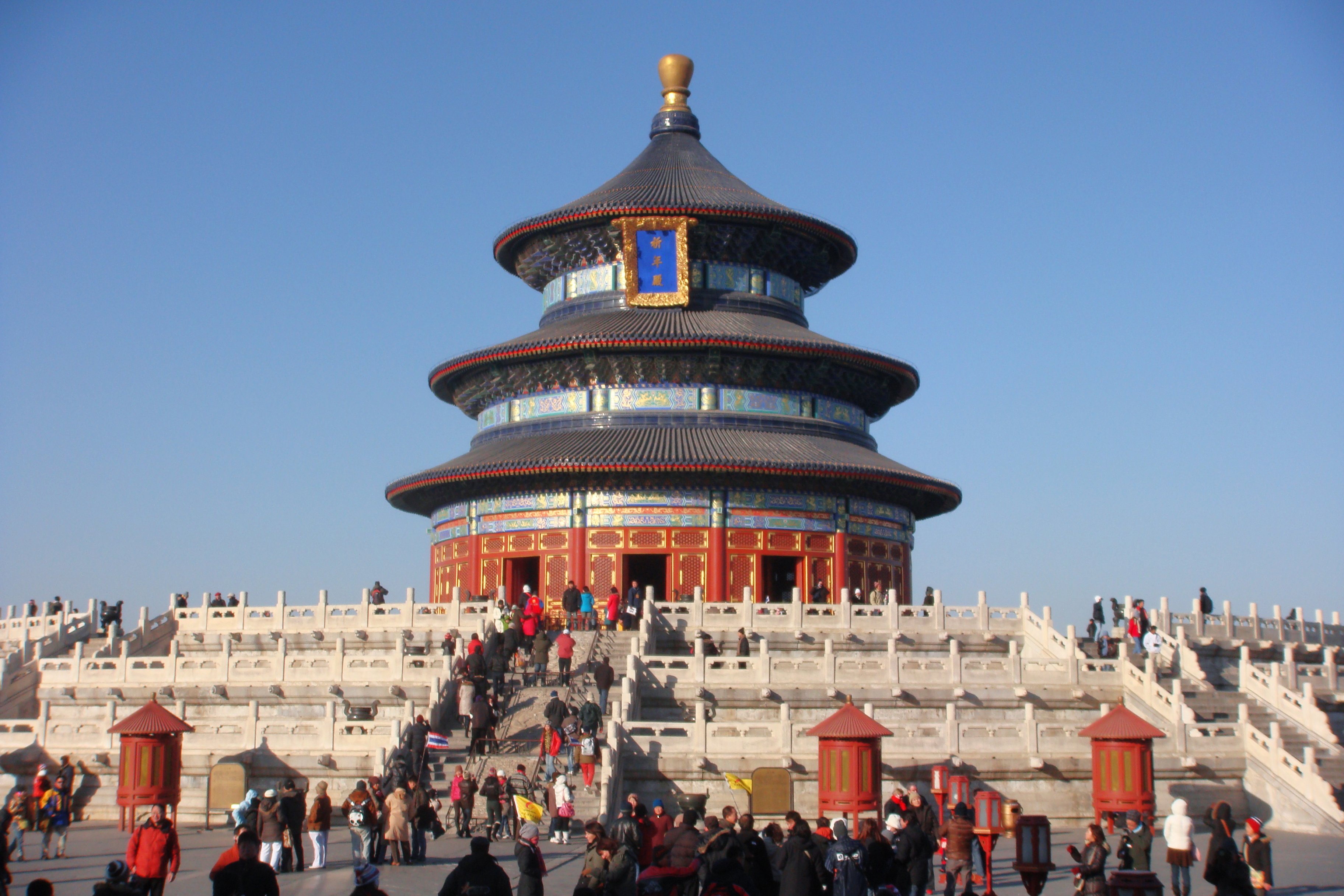
Taoistyczna Świątynia Nieba w Pekinie.

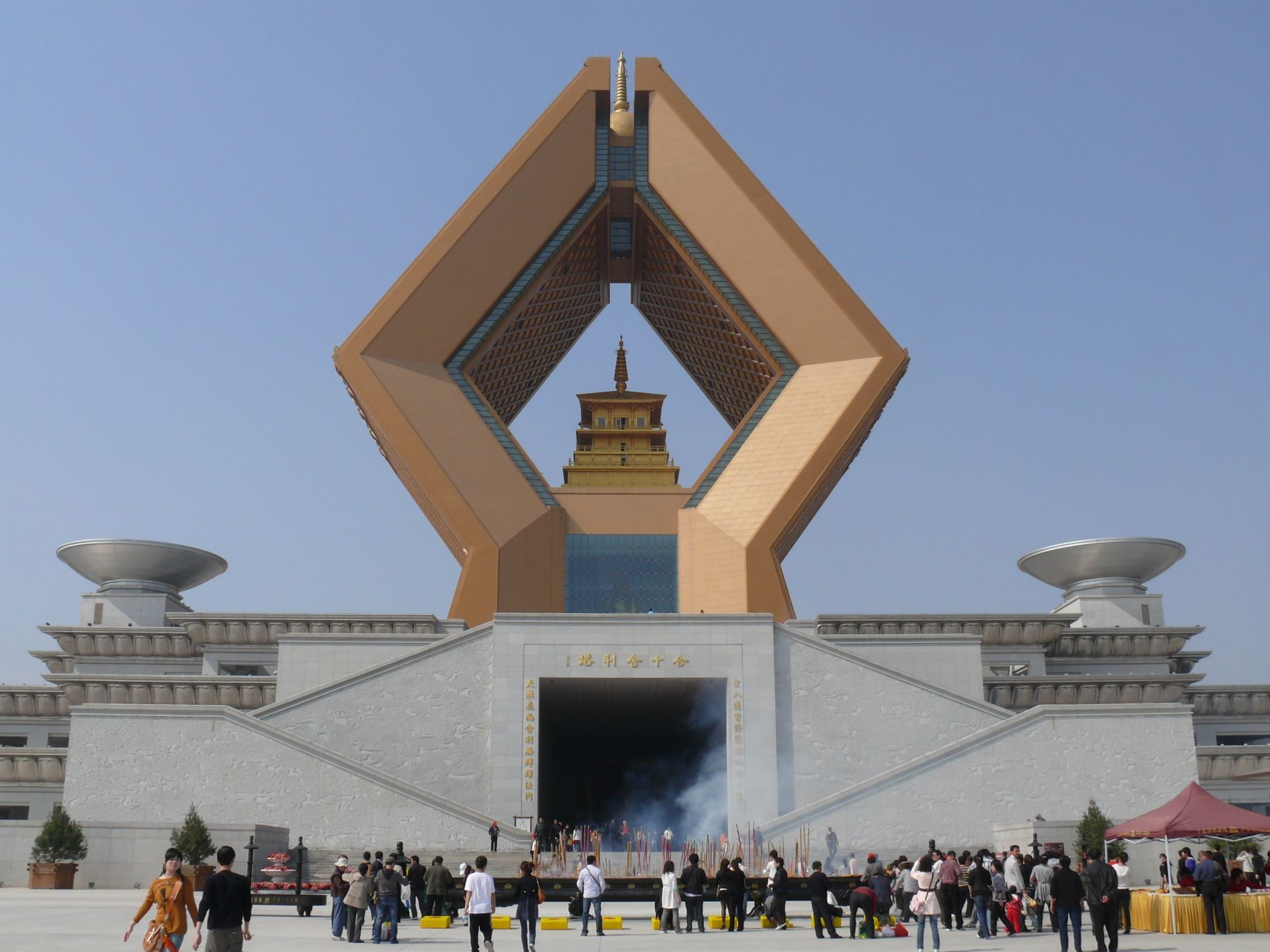
Świątynia buddyjska w Baoji.

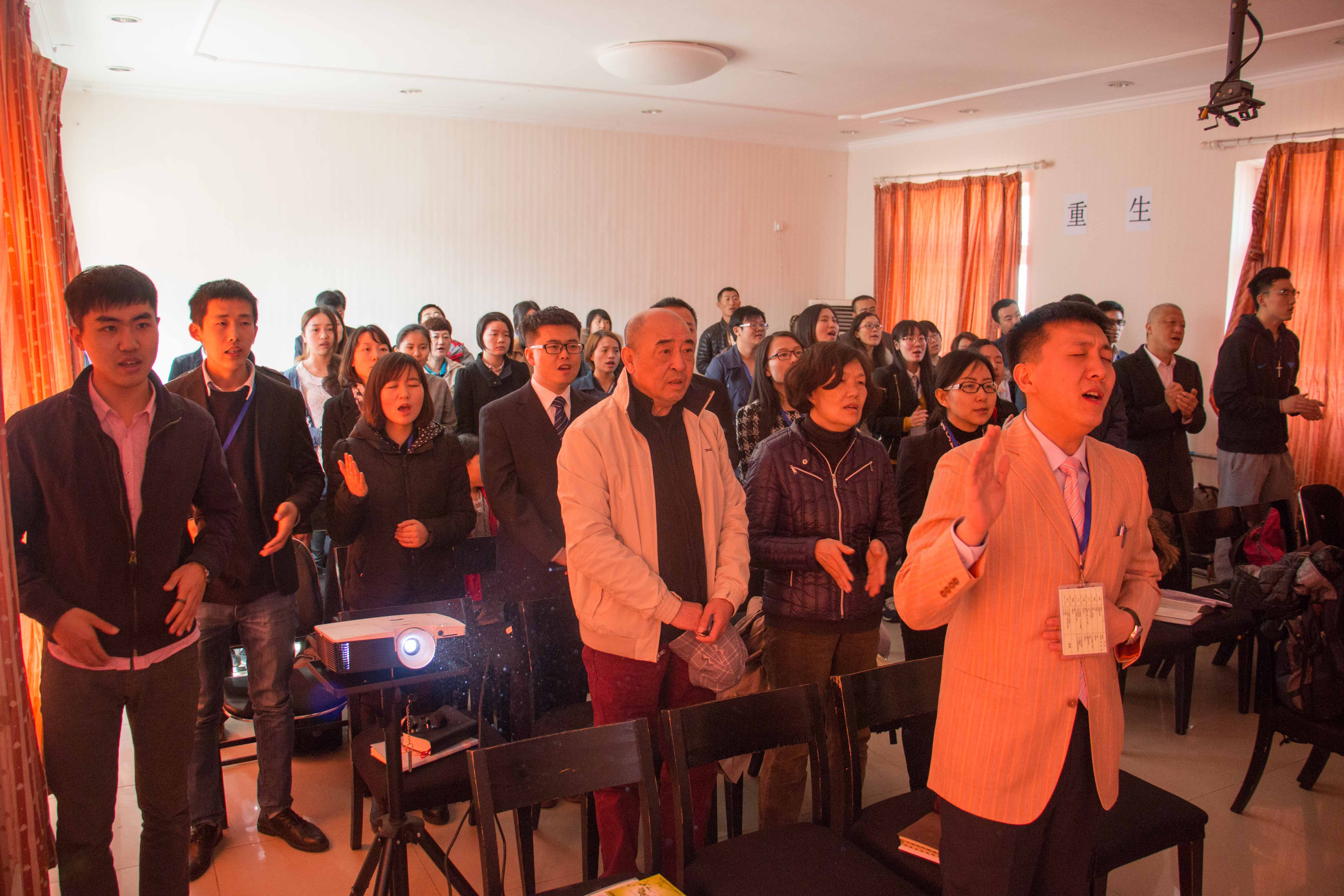
Kościół domowy w Shunyi, w Pekinie.

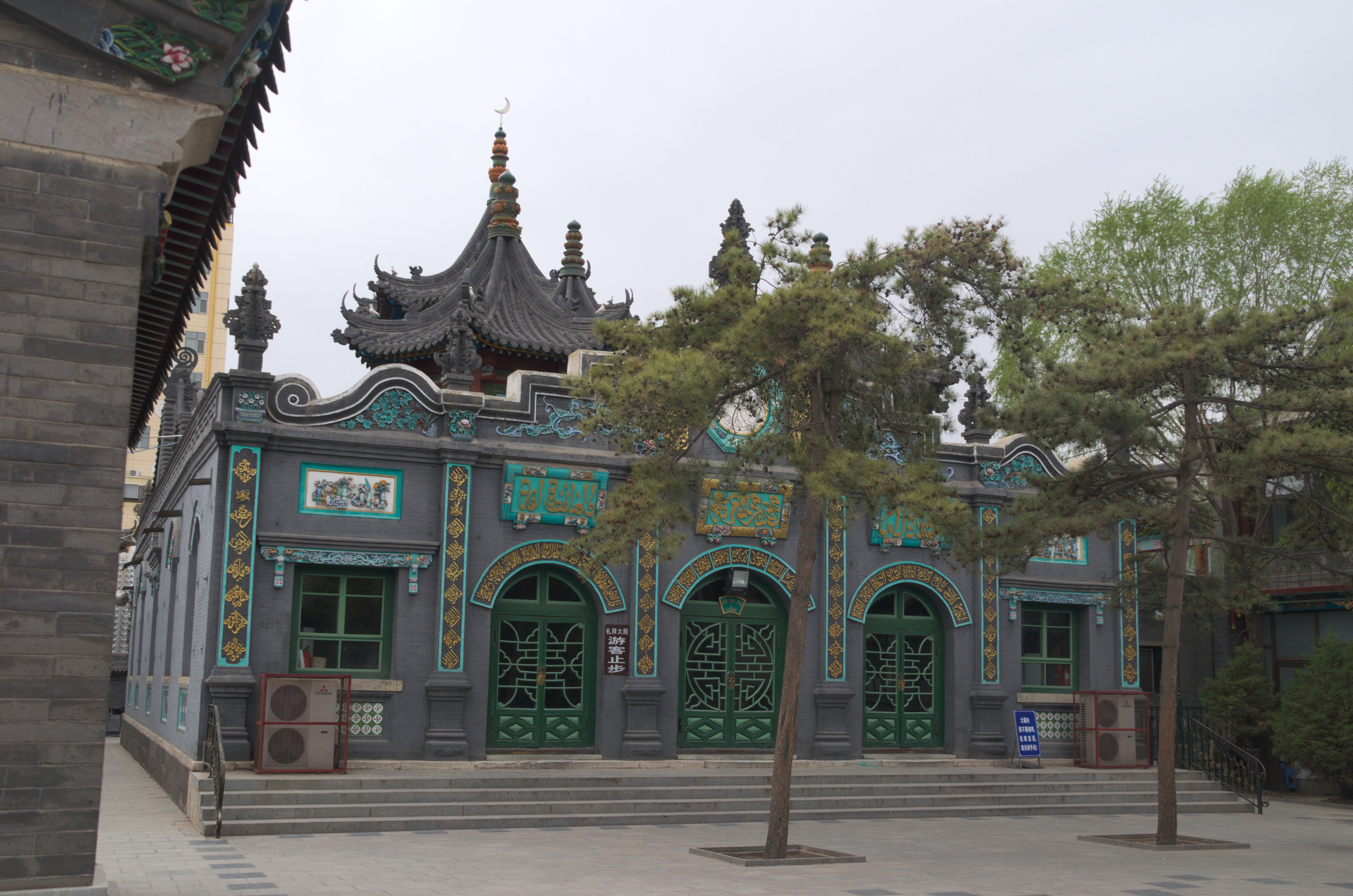
Meczet w Hohhot (Mongolia Wewnętrzna).

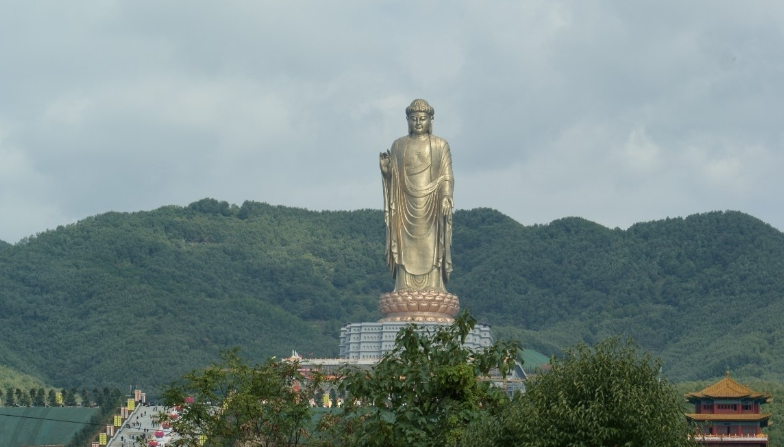
Wielki Budda z Lushan.

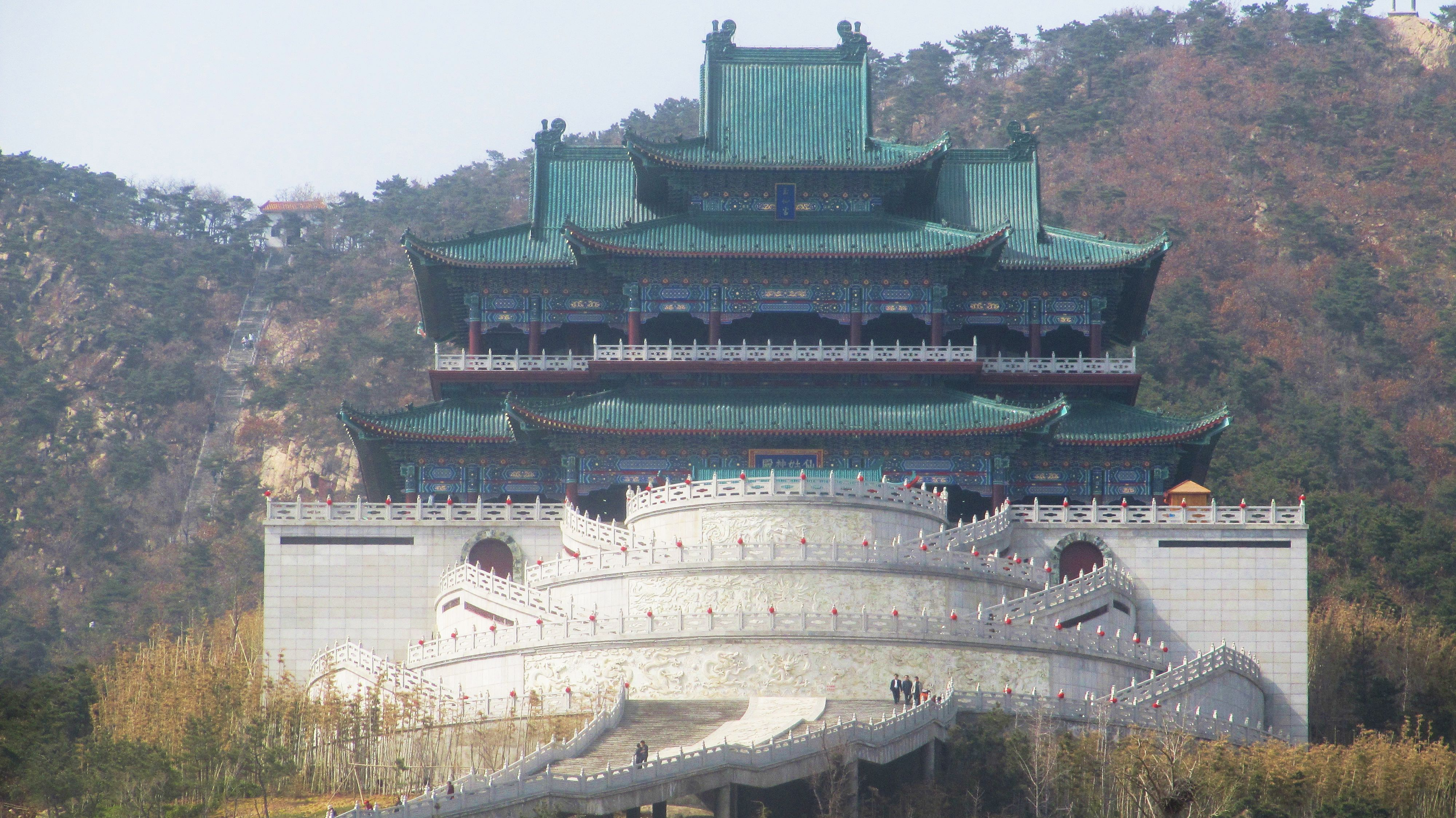
Taoistyczna świątynia w Weihai.

Religia w Chinach – od stuleci jest zdominowana przez religie chińskie (taoizm i konfucjanizm) i buddyzm. Te trzy systemy religijne, często wyznawane synkretycznie ukształtowały chińską kulturę.
Najważniejszą rolę dla Chińczyków, jak i pozostałych ludów Dalekiego Wschodu, odgrywał zawsze kult przodków. Na specjalnych domowych ołtarzykach i cmentarzach pali się kadzidła i składa ofiary przed niewielkimi tabliczkami, w których mieszkać ma dusza zmarłego krewnego.
Chińska Republika Ludowa od swojego powstania w 1949 r. prowadziła politykę nastawioną na całkowite wykluczenie religii z życia społecznego. Wszystkie świątynie, meczety i kościoły zostały zamknięte między 1966 a 1979 rokiem. Religijne budynki były burzone lub przekształcone do innego użytku, duchowni zostali zmuszeni wrócić do świeckiego życia, a misjonarze do opuszczenia kraju. Lata 90. XX w. przyniosły zdecydowaną poprawę sytuacji szczególnie pod względem praktyk religijnych.
Chociaż chińska Konstytucja zapewnia wolność religijną, w praktyce państwo ściśle kontroluje wszelką działalność religijną. Zarejestrowanych jest tylko pięć stowarzyszeń religijnych (buddyzm, taoizm, islam, katolicyzm i protestantyzm), które mogą legalnie odprawiać obrzędy religijne. Władza komunistyczna często aresztuje, przetrzymuje i nęka zarówno członków wspólnot zarejestrowanych, jak i niezarejestrowanych.

## Konfucjanizm
Liczni uczeni twierdzą, że zarówno nauczanie samego Konfucjusza, jak i wiele pokoleń wykształconych elit chińskich uważających się za jego duchowych i intelektualnych spadkobierców koncentruje się wokół spraw człowieka w świecie doczesnym, nie odwołuje się do Boga ani bogów, nie interesuje się ani stworzeniem świata, ani losami człowieka po śmierci, nie oferuje wizji piekła ani raju, nie jest zatem religią. Rzeczywiście, konfucjanizm – rozumiany jako tradycja uznająca Konfucjusza za swego najwybitniejszego przedstawiciela – uczy przede wszystkim, jak prawidłowo żyć. Uczy moralności, którą człowiek wyrabia w sobie samodzielnie, bez nadprzyrodzonego wsparcia. Człowiek osiąga doskonałość przez samodoskonalenie, konsekwentne praktykowanie cnót i poddanie się zrytualizowanym formom współżycia rodzinnego i społecznego. Rytuał (li), obejmujący swoim zasięgiem większość znaczących ludzkich sytuacji, oraz doskonała cnota (ren) to dwie główne treści konfucjańskiego nauczania, zewnętrzna i wewnętrzna, jednakowo ważne i wzajemnie od siebie zależne.

## Taoizm
Termin „taoizm” odnosi się do spekulacji filozoficznej oraz wierzeń i praktyk, skupionych wokół koncepcji Dao, Boga jako Ostatecznej Rzeczywistości i metafizycznej podstawy wszelkiego bytu. Tekstem „wyjściowym” dla wszystkich form taoizmu jest Daodejing – „Księga Drogi i Cnoty”, której domniemany autor Laozi, czyli Stary Mistrz, jest też jednym z najwyższych bogów taoistycznego panteonu, nazywanym Taishang Laojun (Najwyższy Pan Lao lub Najwyższy Stary Pan). „Księga Drogi i Cnoty” powstała prawdopodobnie ok. IV w. p.n.e. (choć tradycja sytuuje ją w VI w.), ale taoizm jako religia pojawił się w II w. n.e. Symboliczną datą jego powstania jest rok 142, kiedy Najwyższy Pan Lao objawił się niejakiemu Zhang Daolingowi i przekazał mu nowe nauki. Dało to początek zorganizowanemu ruchowi religijnemu uznawanemu za najwcześniejszą formę taoizmu. Od tamtej pory przez stulecia pojawiały się różne tradycje czy „szkoły”, które wprowadzały nowych bogów i nowe święte teksty, własne wyobrażenia kosmologiczne oraz własne wizje zbawienia (indywidualnego lub powszechnego) i towarzyszące im praktyki.
Mniej więcej od XIV w. taoizm podzielił się na dwa typy funkcjonujące do dzisiaj: taoizm monastyczny, skoncentrowany wokół świątyń i klasztorów, nazywany Quanzhen („Pełnią Doskonałości”), oraz taoizm Zhengyi („Prawidłowej Jedności”), którego kapłani zakładają rodziny, a ich tytuły i uprawnienia dziedziczone są z ojca na syna.
Według taoizmu świat znajduje się w stanie dynamicznej równowagi. Dwa pierwiastki: yang (męski, jasny, aktywny, dynamiczny, działający) i yin (żeński, ciemny, bierny, przyjmujący) uzupełniają się wzajemnie. Symbolem bezustannej zmiany i dopełniania się przeciwieństw jest koło taiji. Przedzielone jest esowatą linią na dwie połówki, ciemną i jasną, czyli yin i yang. Każde z nich zawiera odrobinę drugiego w postaci małej plamki na swym polu. Zasada przechodzenia yang w yin i na odwrót, dynamicznej równowagi i cyklicznej zmienności, to dziedzictwo filozofów przyrody szkoły yin-yang. Ich też pomysłem, konkretnie Zou Yana, jest system pięciu żywiołów (ziemia, drzewo, ogień, metal, woda) budujących świat. Zasady ich tworzenia i niszczenia stały się podstawą chińskiej filozofii przyrody i medycyny.

## Buddyzm
Buddyzm przeniknął do Chin z Indii w I w. n.e. za panowania dynastii Han. Proces jego przyswajania trwał kilka wieków, ale w V stuleciu był już liczącą się siłą, wywierającą wpływ na wszystkie dziedziny życia. Przynajmniej od VI w. klasztory buddyjskie stały się ważnymi ośrodkami religijnymi i odgrywały znaczącą rolę w życiu świeckim: dysponowały ziemią i bogactwami, udzielały pożyczek, funkcjonowały jako schroniska dla podróżnych, organizowały działalność laikatu. Różne względy przyczyniły się w połowie IX w. do ataku władz na buddyzm – wiele klasztorów zamknięto, ich majątki skonfiskowano, a mnichów i mniszki zmuszono do powrotu do życia świeckiego. Od panowania dynastii Song (960–1126) buddyzm chiński tracił stopniowo znaczenie na rzecz konfucjanizmu, a wśród chińskiej elity społecznej był uważany za religię ludową. Przetrwał jednak do dzisiaj głównie w 2 odmianach: szkoły chan i jingtu.

## Chrześcijaństwo
Pierwsza wzmianka o chrześcijaństwie w Chinach pochodzi z kamiennej steli z Xi’an, z VIII wieku. Stwierdza ona, że chrześcijańscy nestorianie dotarli do miasta Xi’an w 635 roku. Później chrześcijaństwo zostało zakazane w dynastii Ming. W XVI wieku chrześcijaństwo na stałe zakorzenili dopiero katoliccy jezuici. Protestanci przybyli do Makau w 1807 roku, wraz z misjonarzem Robertem Morrisonem.
Kiedy w 1949 roku władzę w Chinach przejęła partia komunistyczna, wszelkie religie, szczególnie te postrzegane jako obce były silnie zwalczane. Chrześcijańscy misjonarze musieli opuścić kraj i przez dziesięciolecia nie było wiadomo co dzieje się z chińskim chrześcijaństwem. Według organizacji China Aid, zajmującej się promowaniem wolności religijnej w Chinach, od 2014 roku ponownie drastycznie wzrosło prześladowanie chrześcijan. Burzone są kościoły, usuwane krzyże, aresztowani są wierni, wielu z duchownych nadal przebywa w więzieniach i obozach pracy, a niektórzy umierają w niejasnych okolicznościach. Mimo prób stłamszenia liczba chrześcijan stale rośnie, a niektóre badania szacują, że w Chinach może być ponad 100 milionów wiernych.
Chińskie chrześcijaństwo jest mozaiką różnych grup kościelnych, a obecnie znaczna większość chrześcijan w Chinach to protestanci. Kościoły w Chinach ogólnie dzieli się na dwie kategorie, na te zarejestrowane i niezarejestrowane. Do zarejestrowanych należy jedyny protestancki Patriotyczny Ruch Potrójnej Autonomii. W 1957 chiński rząd założył Patriotyczne Stowarzyszenie Katolików Chińskich, które odrzuca zwierzchnictwo Watykanu i ustanawia swoich własnych biskupów. Ci, którzy postanowili pozostać wierni papieżowi, utworzyli niezarejestrowany kościół. Kościoły niezarejestrowane są niezależne i powszechnie znane jako „Kościoły podziemne” lub „Kościoły domowe”. Reprezentują one szeroką gamę różnych wyznań, a niektóre z nich można porównać do baptystów, inne natomiast są pod silnym wpływem nauczania zielonoświątkowego.
W Chinach powstały także sekty chrześcijańskie, a do najbardziej znanych należy Kościół Boga Wszechmogącego (The Church of Almighty God), która naucza, że Jezus Chrystus urodził się ponownie – pod postacią chińskiej kobiety.
Chrześcijanie stanowią największy odsetek populacji we wschodnich prowincjach: Henan, Anhui, Fujian i Zhejiang.

## Islam
Pierwsze grupy muzułmańskie pojawiły się na południowo-wschodnim obszarze Chin. Byli oni potomkami arabskich i perskich kupców oraz urzędników przybyłych między siódmym i dziesiątym stuleciem. W XIII i XIV wieku nastąpiła migracja wyznawców islamu z Azji Centralnej za czasów mongolskiej dynastii Yuan. Do wzrostu populacji muzułmańskiej przyczyniły się także małżeństwa mieszane. Pod koniec XVII wieku znaczenia nabierał sufizm.
Według chińskiej administracji państwowej SARA w Chinach jest ponad 21 milionów muzułmanów, przynależących do 10 grup etnicznych. Zdecydowana większość muzułmanów to sunnici, należący do hanafickiej szkoły prawnej. Ludność muzułmańska w Chinach to głównie Huiowie i Ujgurzy, którzy zamieszkują w północno-zachodniej części kraju. Inne grupy wyznające islam to Kazachowie, Dongxiang, Kirgizi i Salarowie.

## Religie pierwotne
Pierwotne wierzenia chińskie, nazywane dziś zazwyczaj „mitologią chińską”, miały swoje korzenie jeszcze w epoce paleolitu. Zapełniały je potężne i straszliwe bóstwa, przedstawiane zazwyczaj w postaci odrażających potworów, takie jak Fuxi czy Shennong. Wierzenia te zaczęły zanikać na przełomie dynastii Shang i Zhou (I tys. p.n.e.) na rzecz jednego, uniwersalnego kultu Niebios (天, Tian).

## Dane statystyczne
Dane statystyczne pochodzą z książki Operation World, z 2010 roku, kiedy ludność Chin wynosiła 1,33 mld mieszkańców:
| Religia, grupa                                   | Liczba miejsc kultu | Liczba wyznawców | Procent ludności |
| Ateiści państwowi                                | –                   | 590 247 000      | 44,36%           |
| Religie chińskie (taoizm, konfucjanizm)          | –                   | 379 217 000      | 28,5%            |
| Buddyzm                                          | –                   | 166 323 000      | 12,5%            |
| Tradycyjne religie etniczne (animizm, szamanizm) | –                   | 60 542 000       | 4,55%            |
| Sieci Kościołów Domowych                         | 999 373             | 52 360 000       | 3,94%            |
| Patriotyczny Ruch Potrójnej Autonomii            | 60 910              | 29 846 000       | 2,24%            |
| Islam                                            | –                   | 24 882 000       | 1,87%            |
| Kościół Rzymskokatolicki                         | 36 821              | 13 690 000       | 1,03%            |
| Patriotyczne Stowarzyszenie Katolików Chińskich  | 6560                | 7 605 000        | 0,57%            |
| Etniczna mniejszość chrześcijańska               | 10 991              | 2 473 000        | 0,19%            |
| Kościół Prawosławny w Chinach                    | 94                  | 17 000           | 0,00%            |